# Léon Karný
Léon Karný (20. května 1935, Olomouc – duben 2008) byl český archivář a historik.

## Životopis
Vystudoval gymnázium v Kroměříži (1950–1953) a archivní kurz na Univerzitě Karlově v Praze (1971–1973). Od roku 1961 až do odchodu do důchodu pracoval ve Státním okresním archivu v Prostějově.

## Dílo (výběr)
- Drobné poznámky k dějinám Prostějova. Prostějov 1999.
- Historie prostějovských ulic. 2., dopl. vyd. Prostějov 2007.